# 223 a.C.

## Eventos
- Caio Flamínio Nepos e Públio Fúrio Filo, cônsules romanos.
- Derrota final dos gauleses e criação da nova província da Gália Cisalpina.
- Milão (Mediolano) é conquistada pelos Romanos